# Viehauktionshalle Weimar

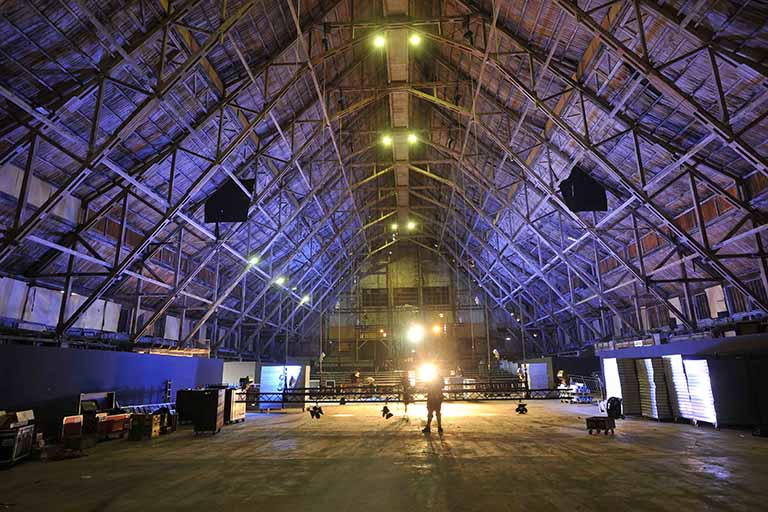
Die Viehauktionshalle von innen während der Aufbauarbeiten für eine Veranstaltung zum Kunstfest Weimar im Jahr 2009

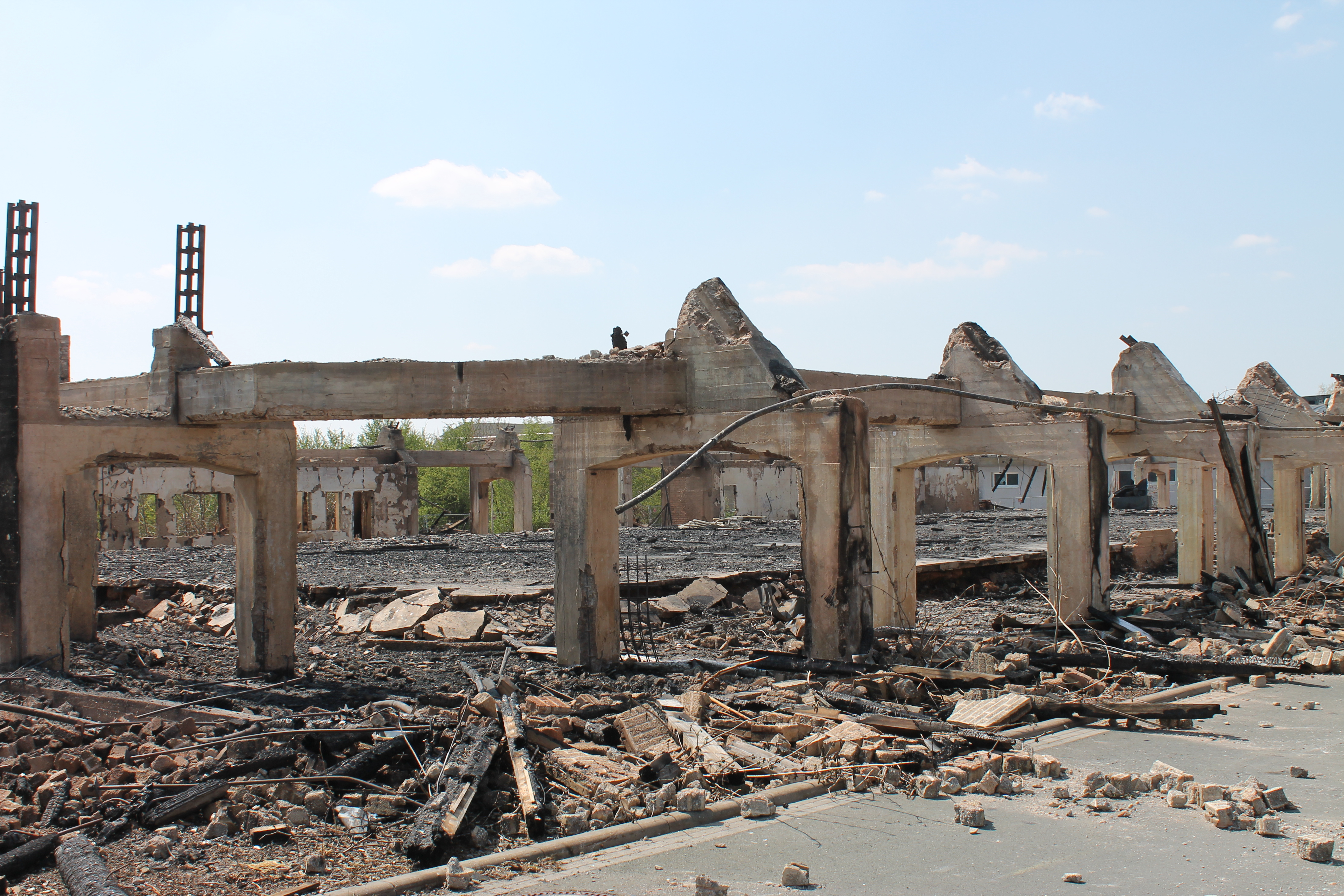
Die Ruine der Halle nach dem Brand

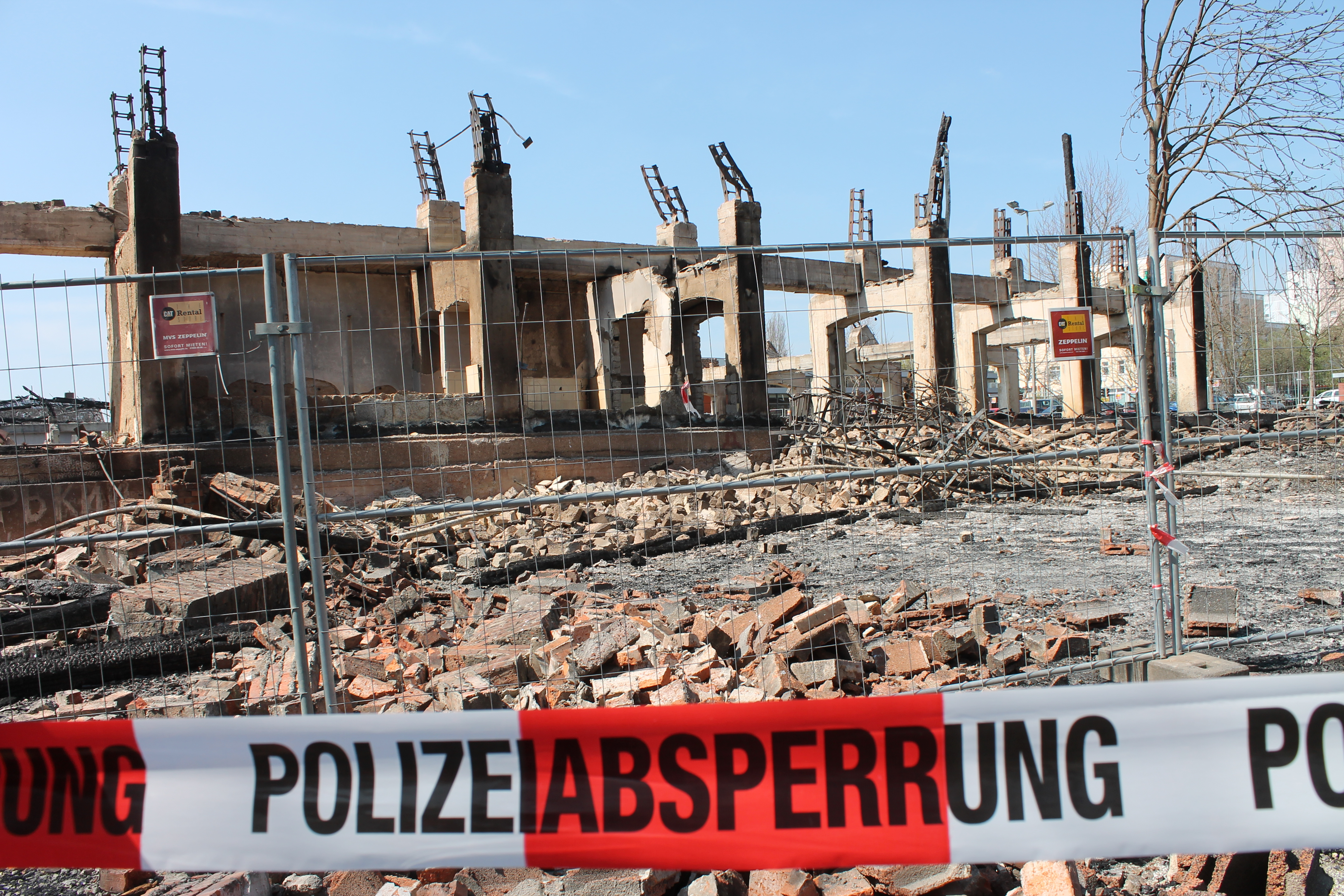
Die Polizei nahm bereits am Tag nach dem Brand drei jugendliche Brandstifter fest

Die Viehauktionshalle war eine denkmalgeschützte Markt- und Veranstaltungshalle in der Stadt Weimar in Thüringen in direkter Nähe zu Weimars Hetzerhallen in der Rießnerstraße in Weimar-Nord. Sie wurde 1938–39 errichtet und im April 2015 durch Brandstiftung zerstört. Sie befand sich zudem in der Nähe des Güterbahnhofs.

## Architektur
Die ca. 70 m lange und 35 m breite, knapp 28 m hohe Halle wurde durch zwölf 31 Meter weite Holzfachwerkbinder im Inneren stützenfrei gehalten. Die Belichtung erfolgte über zwei übereinander geordnete Fensterbänder in durchlaufenden Schleppgauben. Neben Viehversteigerungen war die Halle auch für andere Veranstaltungen, wie Tierschauen, Sport-Hallenturniere, Großkonzerte und Großkundgebungen mittleren Ausmaßes, gedacht.

## Geschichte
Die Viehauktionshalle wurde 1938–39 nach einem Entwurf von Ernst Flemming auf Betreiben des thüringischen Ministerpräsidenten Willy Marschler errichtet. Sie sollte die zu klein gewordenen benachbarten Hetzerhallen als Auktionshallen der Landesbauernschaft Thüringen ersetzen. Geplant war auf Marschlers Anregung hin neben der eigentlichen Auktionshalle ein U-förmiger, zur Straße hin offener Gebäudekomplex in Fachwerkbauweise, in Anlehnung an die Architektur regionaltypischer Bauerngehöfte. Die als mehrgeschossiger Fachwerkbau ausgebildete Auktionshalle sollte den südlichen Abschluss des Komplexes darstellen. Bis auf die eigentliche Halle blieben die Planungen unrealisiert.
Ab Mai 1942 wurde die Halle genutzt, um Juden aus ganz Thüringen zusammenzutreiben und über den nahe gelegenen Bahnhof Weimar zu deportieren. Sie galt aus diesem Grund als Symbol der Judenverfolgung in Thüringen. Anschließend wurde auf dem Gelände der Halle ein Material- und Gerätedepot der Wehrmacht eingerichtet, in dem auch Häftlinge des KZ Buchenwald als Zwangsarbeiter eingesetzt wurden.
Nach dem Zweiten Weltkrieg wurde die Halle von der Sowjetarmee/GSSD als Baumateriallager und Tischlerei sowie nach deren Abzug 1992 als Ausstellungs- und Veranstaltungshalle genutzt. Sie befand sich zuletzt im Besitz der Konsumgenossenschaft Weimar und diente unter anderem als Ausstellungshalle der Internationalen Bauausstellung Thüringen (IBA). Die Halle war bereits länger in einem schlechten Zustand, insbesondere das Dach war durch Stürme stark in Mitleidenschaft gezogen. Aufgrund fehlender Nutzungskonzepte erfolgte jedoch keine Sanierung, sondern nur regelmäßige Sicherungsmaßnahmen.
In der Nacht zum 22. April 2015 brannte sie aus zunächst unbekannter Ursache bis auf die Grundmauern nieder. Einen Tag später gestanden drei Jugendliche die vorsätzliche Brandstiftung, nachdem bei einem der Täter ein Handyvideo des Brandes aufgetaucht war. Im November 2015 wurde gegen die drei Jugendlichen von der Staatsanwaltschaft Anklage erhoben. Sie schätzt den entstandenen Schaden auf eine Million Euro. Den Ermittlungen zufolge wurden 13 umliegende Objekte – Gebäude, Fahrzeuge und anderes – durch das Feuer beschädigt. Die drei Täter im Alter von 15, 18 und 20 Jahren haben die Tat gestanden und wurden im Oktober 2017 zu Bewährungsstrafen verurteilt.

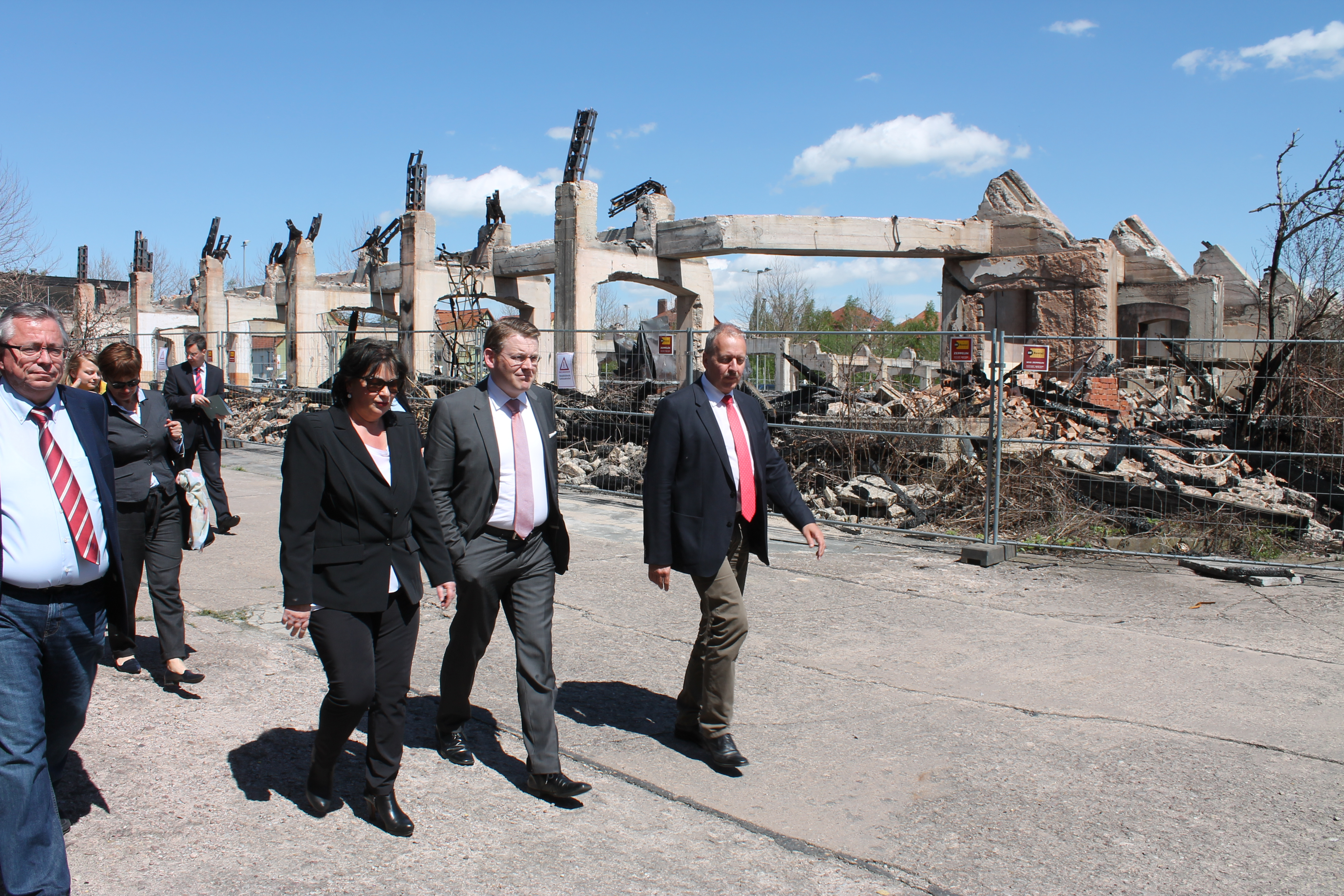
Stefan Wolf, Sigrid Hebestreit (Konsumgenossenschaft), Christian Carius und Jörg Geibert (v. l. n. r.) beim Ortstermin vor der Viehauktionshalle

Ein Gutachter stellte anschließend erhebliche Schäden an den erhaltenen Gebäuderesten fest und sah eine Gefahr durch herabstürzende Teile. Nach der Einholung entsprechender Angebote sollte daher das Gelände geräumt werden. In einem von Landtagspräsident Christian Carius initiierten Gespräch vor Ort sprachen sich Vertreter der Erinnerungsstätte J. A. Topf & Söhne und der Gedenkstätte Buchenwald für den Erhalt von Teilen der Halle als Gedenkstätte aus, um einen Erinnerungsort an das Schicksal der dort deportierten Thüringer Juden zu schaffen. Die Konsumgenossenschaft hingegen sah sich durch das Versicherungsgutachten unter Zugzwang, die von den Gebäuderesten ausgehende Gefahr durch eine Beräumung zu beseitigen. Dies war laut damaligem Oberbürgermeister Stefan Wolf nur anzeige- und nicht genehmigungspflichtig, weshalb die Entscheidung hierüber allein bei der Konsumgenossenschaft lag.
Am 5. März 2018 wurde ein Entwurf für die zukünftige Gedenkstätte präsentiert. In eine parkähnliche Anlage sollten die wesentlichen erhaltenen Reste der Viehauktionshalle integriert werden. Auf einem runden Brunnentisch sollten die Namen der Deportierten verewigt und durch einen stetig darüber hinweg fließenden Wasserfilm geschützt werden. Die Realisierung des Entwurfs war für 2019 geplant.[veraltet]